# Tomolamia unicoloripennis
Tomolamia unicoloripennis är en skalbaggsart som beskrevs av Stefan von Breuning 1977. Tomolamia unicoloripennis ingår i släktet Tomolamia och familjen långhorningar. Inga underarter finns listade i Catalogue of Life.